# Авиатехник
Авиационный техник (авиатехник) — специалист, имеющий профессиональное образование и занимающийся техническим обслуживанием летательных аппаратов, предполётной подготовкой и соблюдением международных стандартов. В отличие от бортинженера, являющегося членом экипажа, обеспечивает наземное ангарное и линейное обслуживание.
Высшее инженерно-техническое образование позволяет занимать инженерные (руководящие) должности. Авиационные техники при СССР учились 2 года в школе техников, 3 года получали среднее техническое образование или 5 лет обучались высшему инженерно-техническому образованию. Все эти категории авиационного персонала составляют Инженерно-технический состав (ИТС) авиации. Часть состава после соответствующей переподготовки, годные по состоянию здоровья, входят в штаты лётно-подъёмного состава (состав экипажей) в качестве бортмехаников, борттехников и бортинженеров.
Авиатехника — структура как гражданской, так и военной авиации, где работа над одной единицей может выполняться десятками сотрудников.

## Классификация

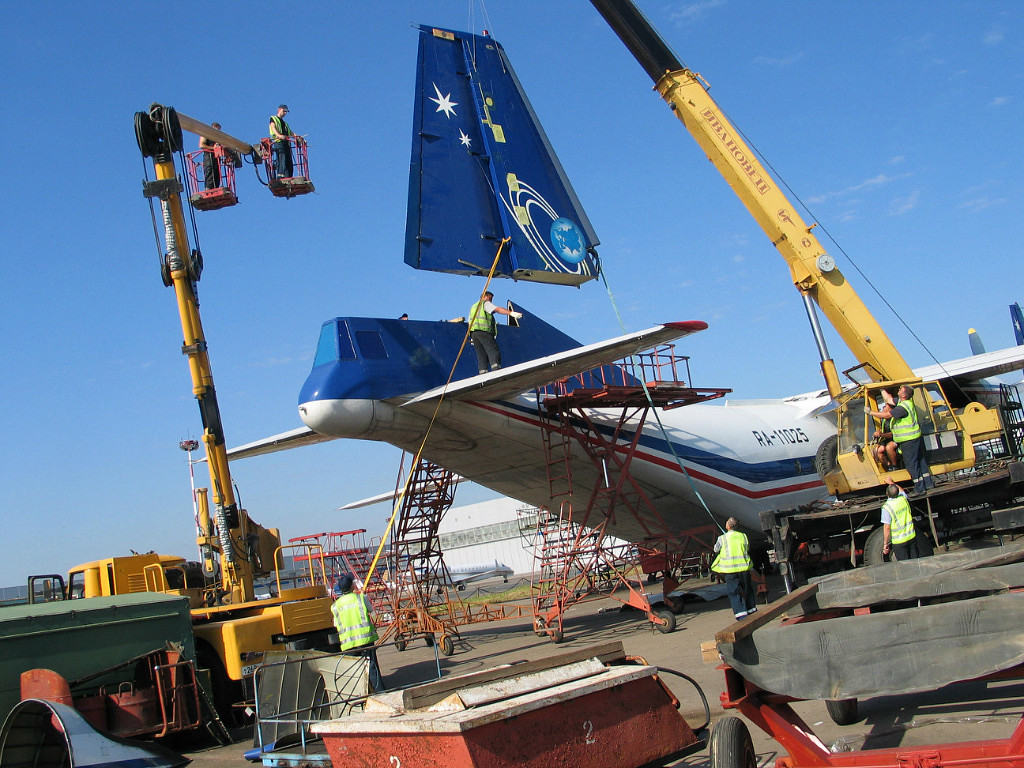
Работы на Ан-12 RA-11025

При обслуживании в России отечественной АТ (авиатехники) подразделяются на специалистов по ЛАиД (летательный аппарат и двигатель) и АиРЭО (авиационное и радиоэлектронное оборудование). При обслуживании иностранной техники разделение идёт по категориям: категория А — все работы выполняются одним сертифицированным специалистом, категория В —  авиатехник может выполнять и сертифицировать более сложные работы (вплоть до ремонта узлов), выполненные как самостоятельно, так и другими авиатехниками. Различают категории: В1 — механик (отечественный аналог по уровню знаний и подготовки — инженер по ЛАиД), В2 — авионик (отечественный аналог по уровню знаний и подготовки — инженер по АиРЭО).
В военной авиации РФ авиатехники подразделяются на специалистов по самолёту и двигателю (СД), по авиационному вооружению (АВ), по авиационному оборудованию (АО), по радиоэлектронному оборудованию (РЭО).
Чтобы стать авиатехником, достаточно иметь среднее специальное образование, полученное в каком-либо авиационном училище. Высшее авиационно-техническое образование позволяет стать инженером в этой области.
До недавнего времени в ВС РФ авиатехников готовили в средних и высших военных учебных заведениях (ВАТУ и ВАИУ) с присвоением звания «лейтенант» и в школах техников, с присвоением звания «прапорщик». Как правило, все молодые специалисты первоначально работают в качестве авиационных техников по непосредственному обслуживанию воздушных судов. В дальнейшем инженерное образование позволяет занимать руководящие должности в структуре инженерно-авиационной службы (ИАС).

### Категории персонала и ответственность

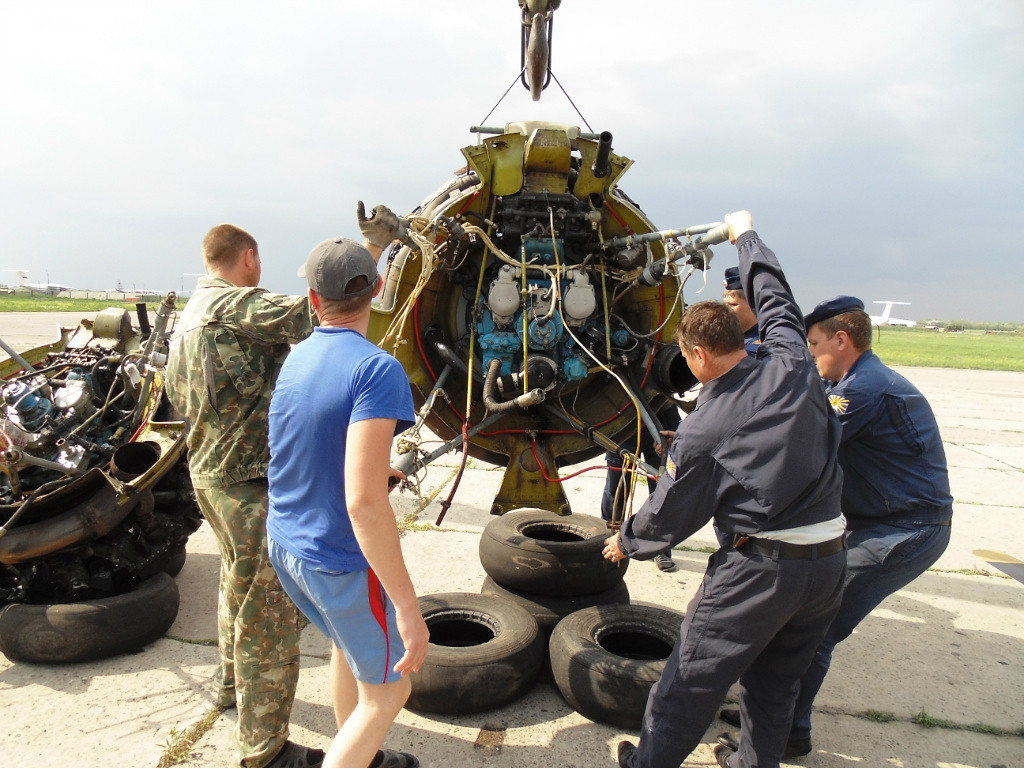
Замена двигателя на Ан-2

- Категория A — старший авиационный техник, ответственный за сертификацию по проведению оперативного техобслуживания.
- Категория B — техник, ответственный за сертификацию по оперативному техобслуживанию:
  - B1 — специалист по летательному аппарату и двигателю;
  - B2 — специалист по авиационному и радиоэлектронному оборудованию;
- Категория C — инженер, ответственный за сертификацию по базовому техобслуживанию.
- Категория BS1(2) — вспомогательный персонал B1 и B2 — вспомогательный персонал по базовому техобслуживанию.
- Категория D — техник, ответственный за сертификацию специалистов отдела неразрушающего контроля (услуги специалистов).

### Права
Для персонала, ответственного за сертификацию, установлены следующие преимущественные права:
- Категория A — механик, ответственный за сертификацию по оперативному техобслуживанию, вправе:
  - выполнять повседневное оперативное техобслуживание и подписывать соответствующие документы (включая A-check или аналогичные действия);
  - сертифицировать выполняемую работу (выдавать Сертификат на выполнение техобслуживания — Certificate of Release to Service), включая W-check или аналогичные действия и простое устранение недостатков только при выполнении собственными силами (не допускается сертификация работы, выполняемой другими)
  - решать типовые задачи, разрешенные после проведения соответствующего целевого обучения, выполняются механиком, ответственным за сертификацию по оперативному техобслуживанию с целью выдачи Сертификата на проведение техобслуживания воздушных судов согласно EASA-145.A.50 как часть менее значимого запланированного оперативного техобслуживания, включая еженедельную проверку, предусмотренную в программе техобслуживания, утверждённой операторами, а также простое устранение недостатков, что предусматривает следующее:
    - замену колес;
    - замену тормозов;
    - замену аварийно-спасательного оборудования;
    - замену духовок, кипятильников и приборов для приготовления напитков;
    - замену системы внутреннего и внешнего освещения, ламп накаливания и люминесцентных ламп;
    - замену щеток стеклоочистителей ветровых стёкол;
    - замену сидений для пассажиров и обслуживающего персонала, а также ремней безопасности;
    - закрытие обтекателей и смотровых панелей быстрого доступа;
    - замену компонентов туалетной системы, кроме образующих наддуваемый объём фюзеляжа;
    - несложный ремонт и замену дверец внутренних отсеков и шкафчиков, кроме дверей, образующих часть наддуваемого объёма фюзеляжа;
    - несложный ремонт и замену дверец верхних отсеков для хранения и оснащения салона;
    - замену разрядников статического электричества;
    - замену основных, аварийных батарей и батарей вспомогательных силовых установок воздушных судов;
    - замену компонентов полетной радио музыкальной системы, кроме системы громкой связи (public address);
    - повседневную смазку и заправку всех систем жидкостями и газами;
    - деактивацию только подсистем и авиационных компонентов согласно перечню минимального оборудования оператора (MEL), когда такая деактивация согласована с авиационными властями как простая работа.

Разрешённые специфические задания предусматриваются документом, дающим право на сертификацию.
- Категория B — техник, ответственный за сертификацию по оперативному техобслуживанию (B1 — специалист по планеру и двигателю, B2 — специалист по авиационной электронике) вправе:
  - выдавать сертификат на проведение оперативного техобслуживания конструкций воздушных судов, блоков питания, механических систем и электросистем (категория B1) или авиационной электроники и электросистем (категория B2);
  - сертифицировать работу, выполняемую другими (работа в качестве контролёра — обычно это относится к персоналу, ответственному за сертификацию по категории «A», выполняющему свои обязанности вне условий своих преимущественных прав на сертификацию);
- Категория BS1, BS2 — вспомогательный персонал — вспомогательный персонал BS1 и BS2, занятый проведением базового техобслуживания, отвечает за выполнение всех соответствующих задач и или проверок, а также сертификации согласно установленному стандарту перед тем, как персонал, ответственный за сертификацию по категории C, выпустит сертификат на проведение техобслуживания.
- Категория C — инженер, ответственный за сертификацию по базовому техобслуживанию, вправе:
  - выдавать сертификат на проведение техобслуживания после выполнения базового техобслуживания воздушного судна.
- Категория D1 — техник, ответственный за сертификацию по неразрушающему контролю (уровень 2), вправе:
  - выполнять неразрушающий контроль воздушных судов / компонентов
  - сертифицировать работу, выполняемую техником по неразрушающему контролю (уровень 1)
  - выдавать форму 1 EASA после техобслуживания воздушных судов / компонентов с использованием неразрушающего контроля.

### Общие понятия
В государственной авиации РФ предусмотрены должности техника, а также старшего техника самолёта (вертолёта или корабля) и должности техника и старшего техника группы (группы обслуживания, группы подготовки или группы регламентных работ). Воинское звание авиатехника (старшего техника) полностью зависит от типа эксплуатируемой авиационной техники и варьируется от прапорщика до майора включительно.
Младший авиационный персонал — авиационный механик или старший авиационный механик, воинское звание от рядового до прапорщика включительно.
Руководящий состав — инженеры. На больших и сложных летательных аппаратах вместо должности техника самолета (старшего техника корабля) предусмотрена должность — инженер авиационного комплекса.
Авиатехники вместе с авиамеханиками и инженерами составляют одну большую категорию — это инженерно-технический состав (ИТС) государственной авиации.
Весь инженерно-технический состав авиационного полка (АП) подчиняется заместителю командира полка по ИАС (ЗК по ИАС), штатное воинское звание в авиационном полку — подполковник.
Также предусмотрены инженерно-технические должности в более крупных авиационных соединениях и объединениях, вплоть до Министерства обороны. Наивысшая должность ИТС  в государственной авиации СССР и РФ — Главный инженер ВВС (ВКС), воинское звание — генерал-полковник авиации.  
В повседневной деятельности весь инженерно-технический состав государственной авиации РФ руководствуется уставами ВС РФ и «Федеральными авиационными правилами инженерно-авиационного обеспечения государственной авиации РФ» (ФАП ИАО, ранее называлось «Наставление по инженерно-авиационной службе» — НИАС). ФАП ИАО является основным руководящим документом, практически полностью регламентирующим повседневную деятельность инженерно-технического состава в авиационной воинской части. 
В отличии от персонала гражданских авиапредприятий, ИТС государственной авиации имеет значительно более расширенный круг повседневных обязанностей, включающий не только непосредственно работу на авиационной технике, но и всю хозяйственную деятельность внутри подразделений, а также вооруженную охрану и оборону. Помимо основной деятельности по специальности, ИТС несёт также основную нагрузку по внутренним и гарнизонным нарядам.

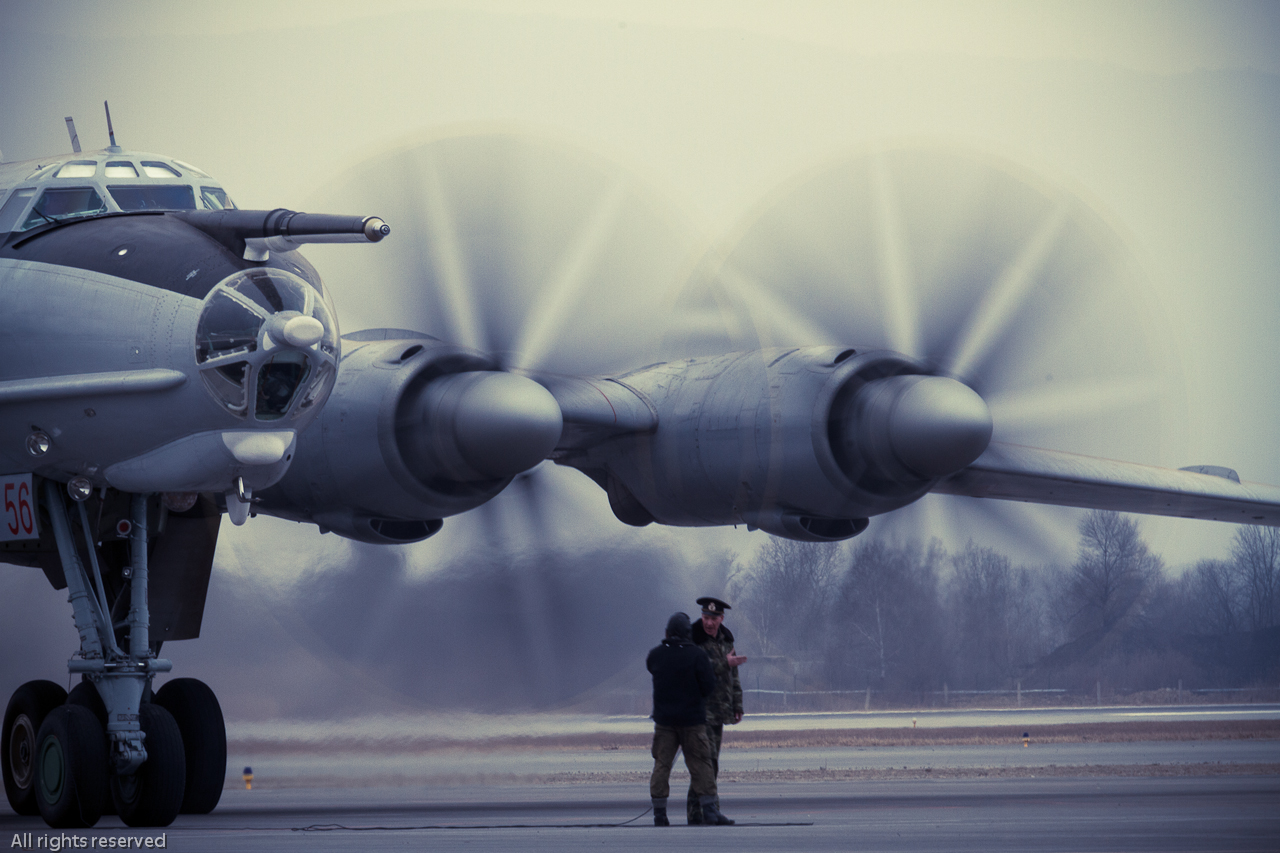

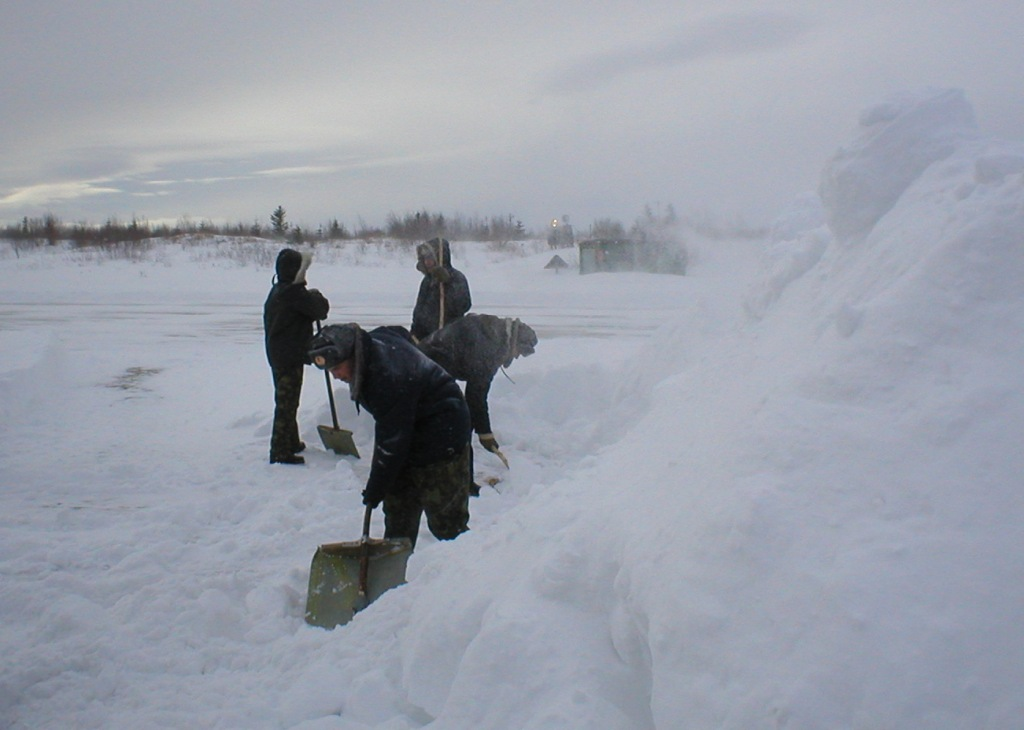
Уборка аэродромных стоянок силами ИТС АЭ

### Структура ИТС в госавиации
ИТС типового авиационного полка делится на две основные категории: первая категория — это обслуживающий персонал авиационных эскадрилий (АЭ), выполняющий формы и виды подготовок авиатехники (АТ) к полётам и боевому применению. Как правило, существуют: предварительная подготовка, предполётная подготовка, подготовка к повторному вылету, послеполётная подготовка. Также ИТС АЭ выполняет периодические и контрольные осмотры, работы по хранению АТ  и парковые дни.
К каждому летательному аппарату приказом по полку (боевой расчёт) прикреплён технический экипаж во главе с техником самолёта (старшим техником корабля или инженером авиационного комплекса). Эти люди отвечают за конкретный летательный аппарат, его исправность и готовность к полёту. Поименный список технических экипажей составляется и корректируется ежегодно.
Далее структура ИТС различается на лёгких и на тяжёлых летательных аппаратах, условно это фронтовая авиация и более серьёзные аппараты. Связано это с разным объёмом выполняемых работ при подготовке ЛА к вылету. 
Так, в полку фронтовой (тактической ) авиации, в каждой авиационной эскадрилье сформированы авиационно-технические отряды (АТО), а в этих отрядах сформированы технические расчеты видов подготовок. В состав каждого такого расчёта входят техники самолётов и техники по узким специальностям. Руководит этим подразделением командир АТО — инженер отряда. 
В тяжёлой авиации принята экипажно-групповая структура. В составе каждой авиационной эскадрильи, помимо технических экипажей, на постоянной основе сформировано несколько групп видов подготовок по основным специальностям. Личный состав каждой группы выполняет работы на всех самолётах своей эскадрильи, в соответствие со своей специализацией. Руководство группой осуществляет начальник группы, как правило это младший офицер до капитана включительно.
Весь ИТС авиационной эскадрильи подчиняется инженеру эскадрильи, как правило, в звании — майора. 
Вторая большая категория ИТС выполняет периодические формы обслуживания летательных аппаратов в техническо-эксплуатационной части (ТЭЧ) АП — это, как правило, регламентные работы (РР), которые производятся по календарным срокам или по налёту воздушного судна. Также в ТЭЧ производят замену авиационных двигателей и эксплуатационный (войсковой) ремонт бортового оборудования, капитально-восстановительное обслуживание (КВО) и другие сложные виды работ, в том числе и  восстановительные работы после аварии воздушного судна. 
В ТЭЧ сконцентрированы лучшие специалисты, точная и сложная аппаратура и тонкий измерительный инструмент, позволяющие прогнозировать состояние авиационной техники и устранять неисправности и отказы. Также специалисты ТЭЧ подготавливаются на случай ведения боевых действий в качестве ведущих специалистов подвижных ремонтных групп (ПРГ) к работе по ремонту боевых повреждений (РБП) в отрыве от базового аэродрома. В силу специфики своей работы специалисты ТЭЧ значительно лучше своих коллег из эскадрилий знают авиационную технику, и имеют допуски на все виды подготовок и работ на АТ, тогда как специалисты АЭ, как правило, не имеют допусков к регламентным и ремонтным работам на АТ.
Структура ТЭЧ также групповая, все специалисты сведены в узкоспециализированные группы. Начальник группы, как правило, офицер до майора включительно. Начальник типовой ТЭЧ авиационного полка — офицер в звании майора. В случае, если ТЭЧ представляет собой отдельную воинскую часть (ОТЭЧ) уровня батальона, все звания, как в отдельном батальоне, на ступень выше. Командир такой части — полковник, заместитель командира по производству — подполковник.
Планированием всей работы ИТС на уровне авиационного полка занимается инженерный отдел управления полка во главе с заместителем командира полка по ИАС.
Подразделения, занимающиеся обслуживанием и подготовкой авиационных средств поражения (АСП) также комплектуются авиационными специалистами, хотя служба и работа в этих подразделениях сильно отличается от службы и работы в авиационном полку и ближе к общевойсковым подразделениям. Выпускники авиационных учебных заведений также могут направляться на должности в подразделения связи (батальон или дивизион связи и РТО) и автотракторную службу (РАТО или БАТО) авиационного гарнизона.

### Типовые обязанности авиатехника в госавиации
В соответствии с Наставлением по инженерно-авиационной службе, типовые обязанности техника (старшего техника) расписаны следующим образом:
Старший техник группы обслуживания (регламентных работ) подчиняется начальнику группы. Он отвечает:
- за постоянную исправность и боеготовность закреплённых за группой самолётов, систем и оборудования;
- за исправность, сохранность и правильную эксплуатацию закреплённого за группой оборудования, инструмента и контрольно-проверочной аппаратуры;
- за полноту и качество работ на авиатехнике;
- за сохранность грифованной аппаратуры, установленной на самолёте.

Он обязан:
- знать конструкцию авиатехники, правила её эксплуатации, порядок, объём и технологию подготовок авиатехники; уметь лично выполнять все работы;
- качественно и своевременно выполнять все работы на авиатехнике;
- уметь быстро находить и устранять неисправности;
- знать правила применения КПА и содержать её постоянно в готовности к применению;
- обучать специалистов группы правилам и практическим навыкам выполнения работ; проверять качество выполнения работ на авиатехнике;
- знать и строго соблюдать правила техники безопасности при работе на авиатехнике;
- вести установленные учёт и отчётность.

Весь без исключения технический персонал авиации имеет персональный (личный) допуск к определённому перечню работ, который зависит от профильного образования, занимаемой должности, личного уровня подготовки и медицинских показателей по состоянию здоровья. Допуски ежегодно переподтверждаются сдачей зачётов и документально оформляются соответствующим приказом командира авиационного полка. В случае выявления любого несоответствия требованиям специалист от выполнения служебных обязанностей немедленно отстраняется до разбирательства и принятия по нему решения. 

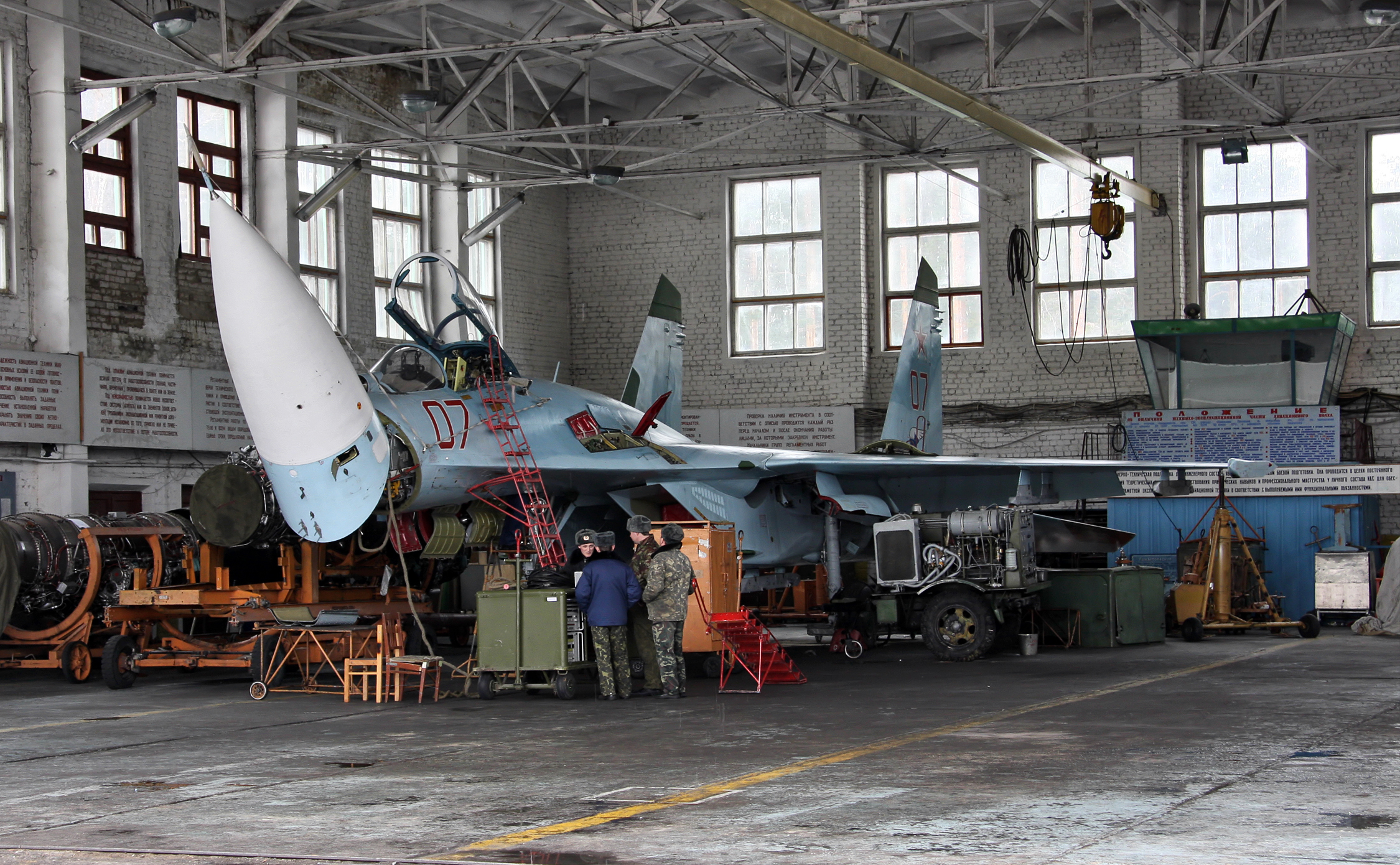
Су-27 в производственном помещении (ангаре), аэродром Хотилово

Все без исключения работы на воздушном судне производятся по разработанным и утверждённым маршрутно-технологическим картам (МТК), в соответствии с Регламентом технической эксплуатации (РТЭ) данного типа ВС. 
Абсолютно все без исключения работы на летательном аппарате документально фиксируются и подлежат контролю и проверке. Каждый исполнитель работ в обязательном порядке контролируется старшим техником группы, старшим расчёта (при комплексных проверках), начальником группы или инженером по специальности. Наиболее сложные работы выполняются лично начальниками групп и инженерами. Обо всех произведённых работах делаются соответствующие записи в документации и ставятся подписи исполнителя и контролирующего.

### Распорядок работы
У всего ИТС госавиации предусмотрен не нормированный рабочий день без ограничения продолжительности и времени суток. В соответствии с законодательством (Трудовой кодекс РФ и соотв. приказы) за переработку более 40 часов в неделю выделяются дополнительные дни отдыха. Учёт продолжительности рабочего времени на каждого специалиста оформляется документально командирами подразделений.

## Фотогалерея

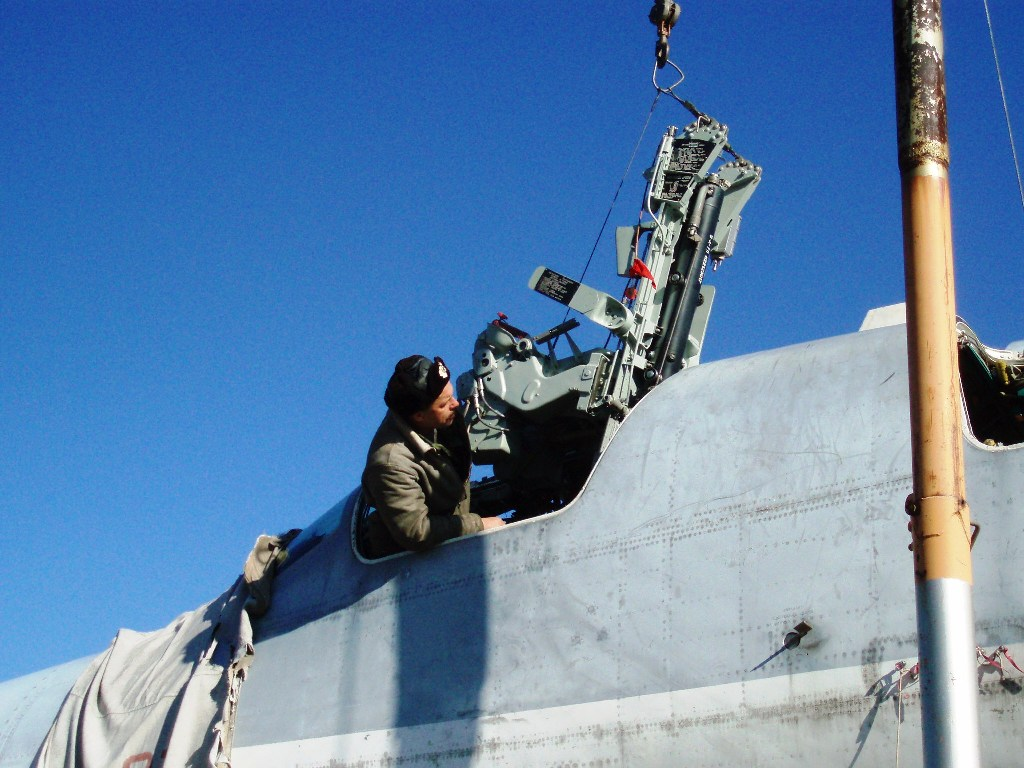
Протаскивание кресла КТ-1М. В кабине - инженер группы САПС
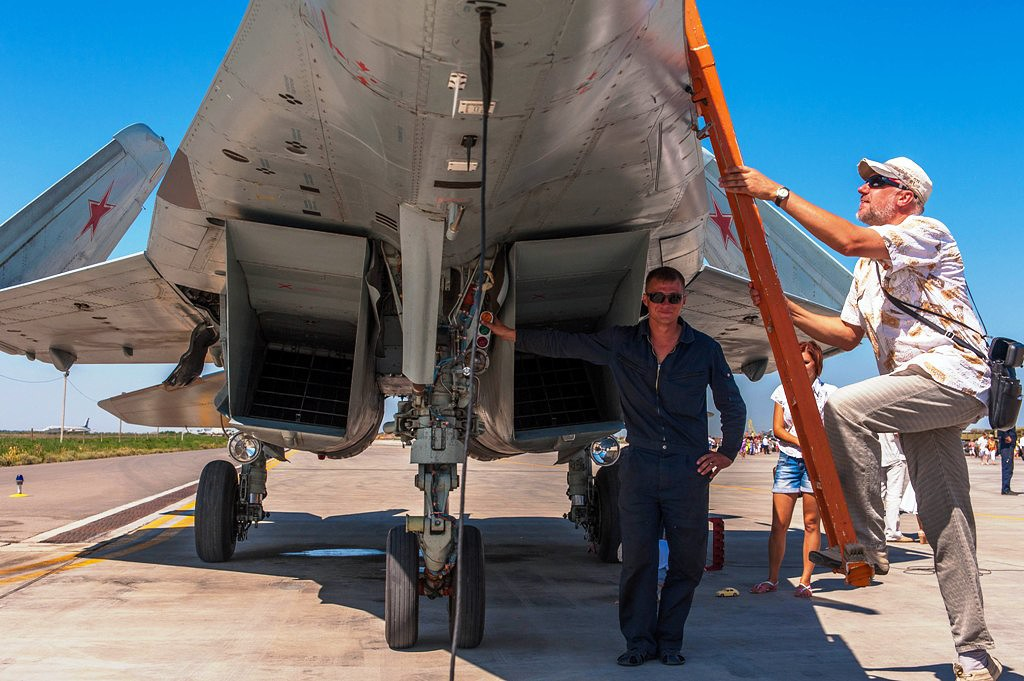
Техник самолёта МиГ-29К, фото на показе АТ, аэродром Ейск.
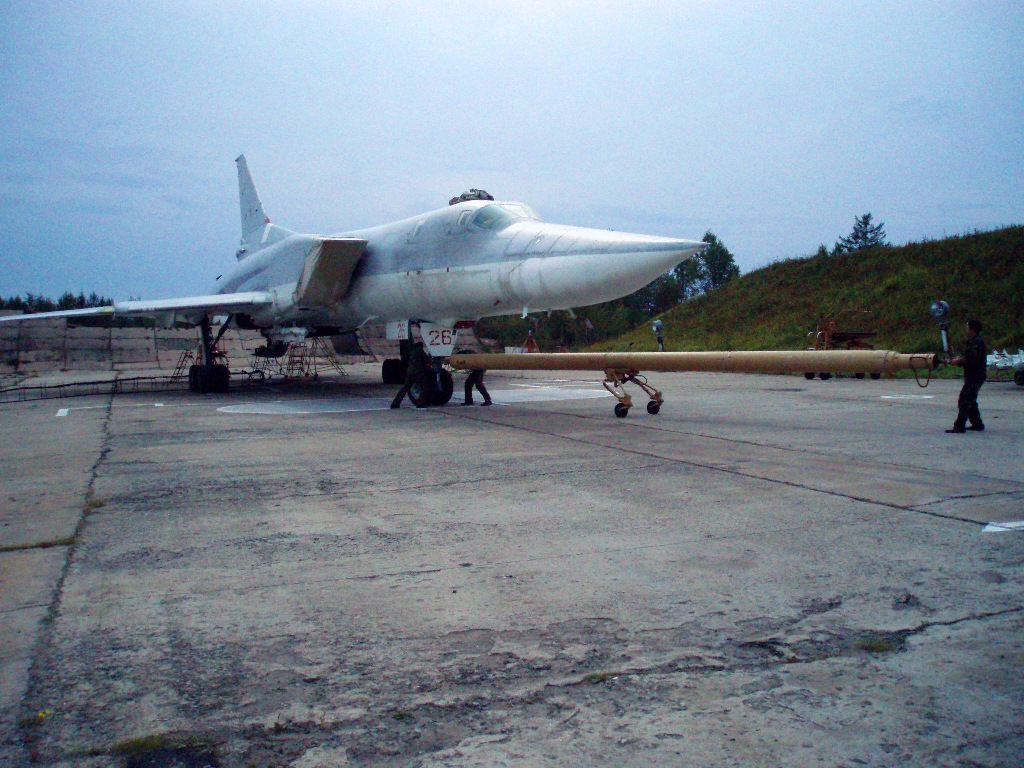
Подсоединение водила к передней стойке Ту-22М3.
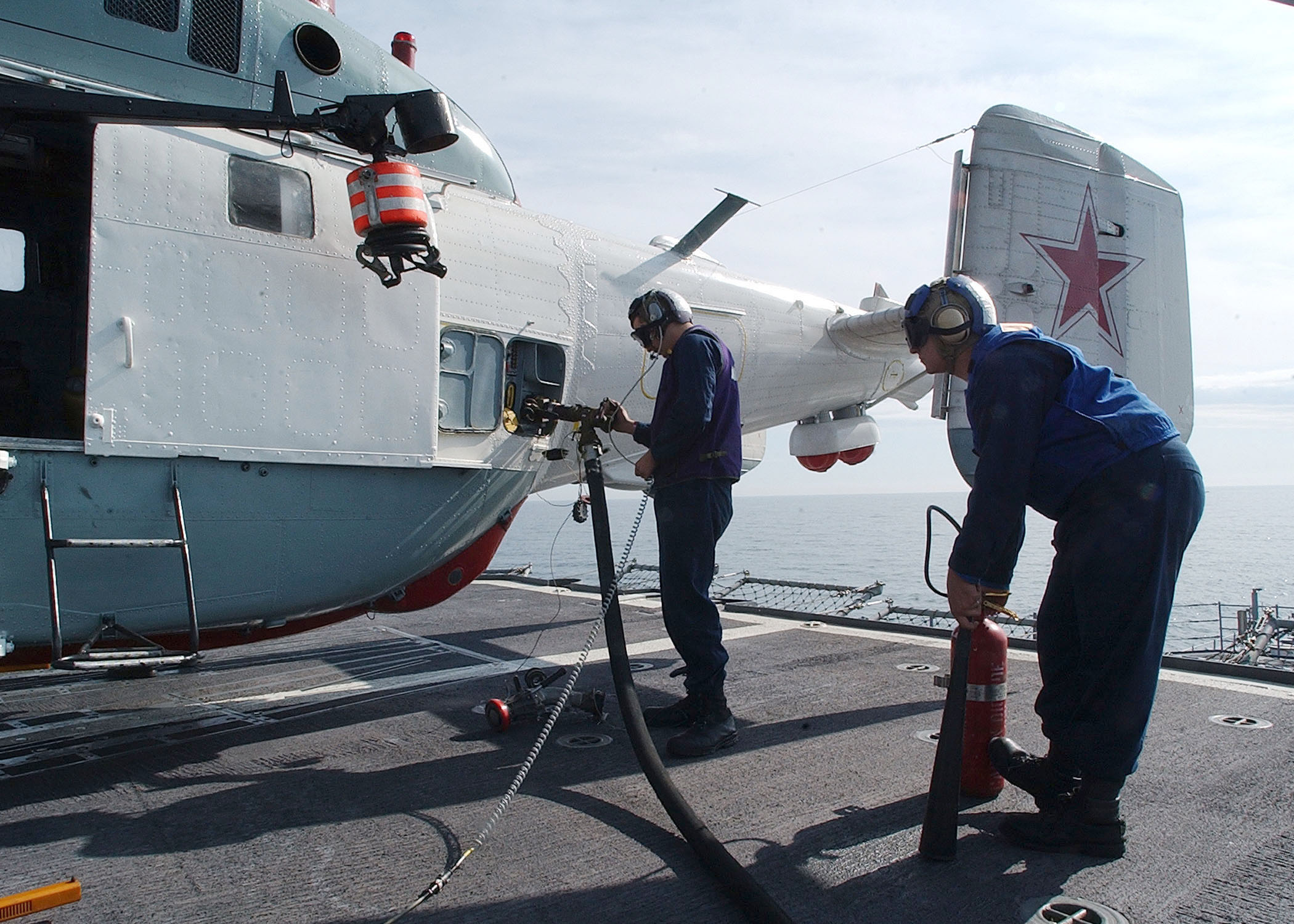
Заправка Ка-27ПС американскими техниками на ракетном крейсере «Vella Gulf» (CG-72) ВМС США.
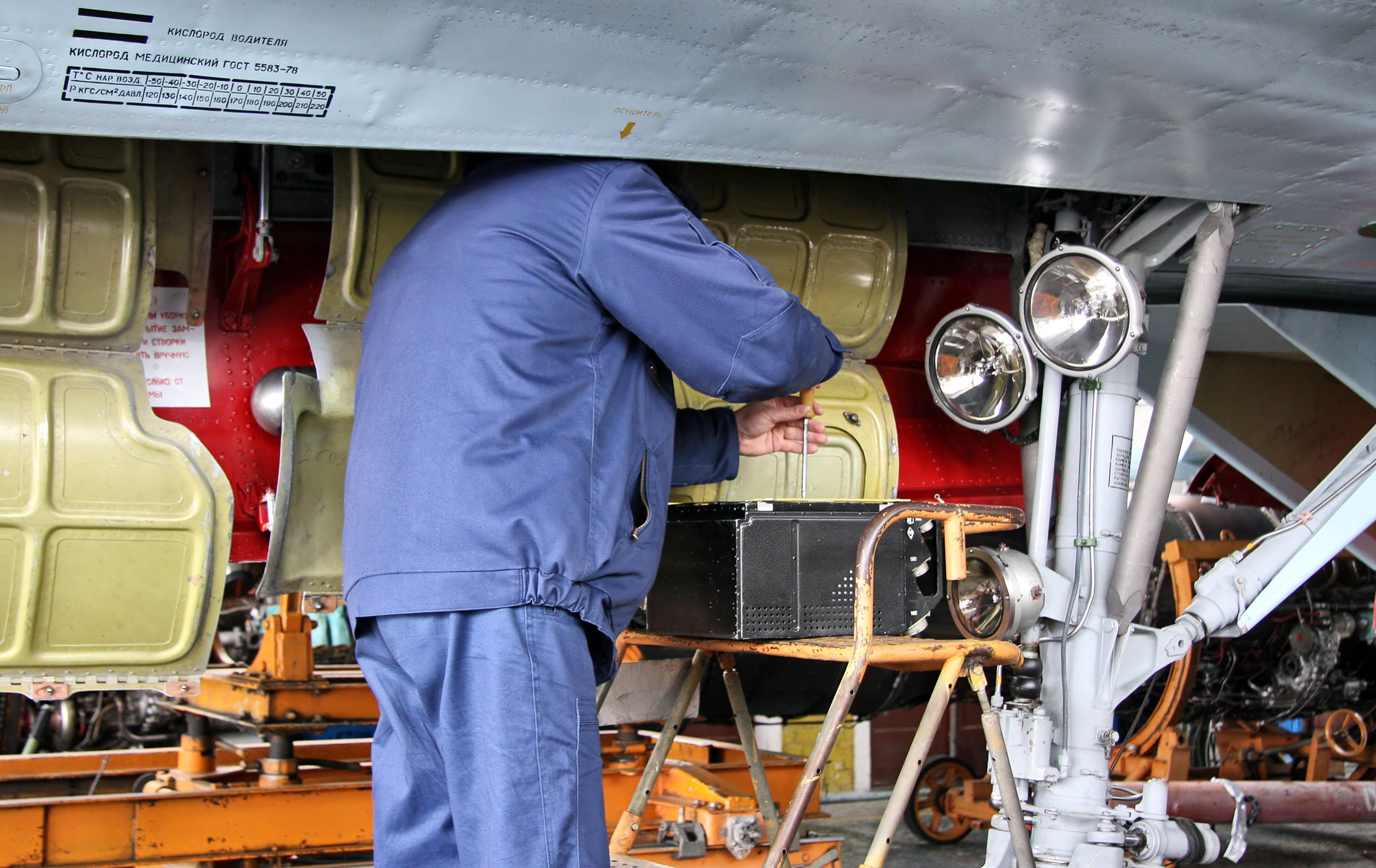
Работа техника Су-27
Обслуживание хвостового редуктора Ми-8
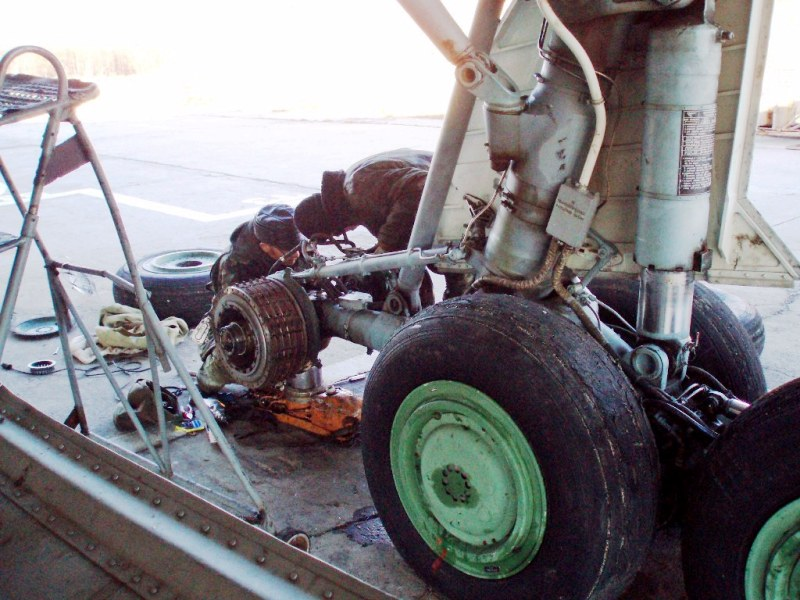
Переборка шасси гражданскими (вольнонаёмными) специалистами СД в ТЭЧ на самолёте Ту-22М3
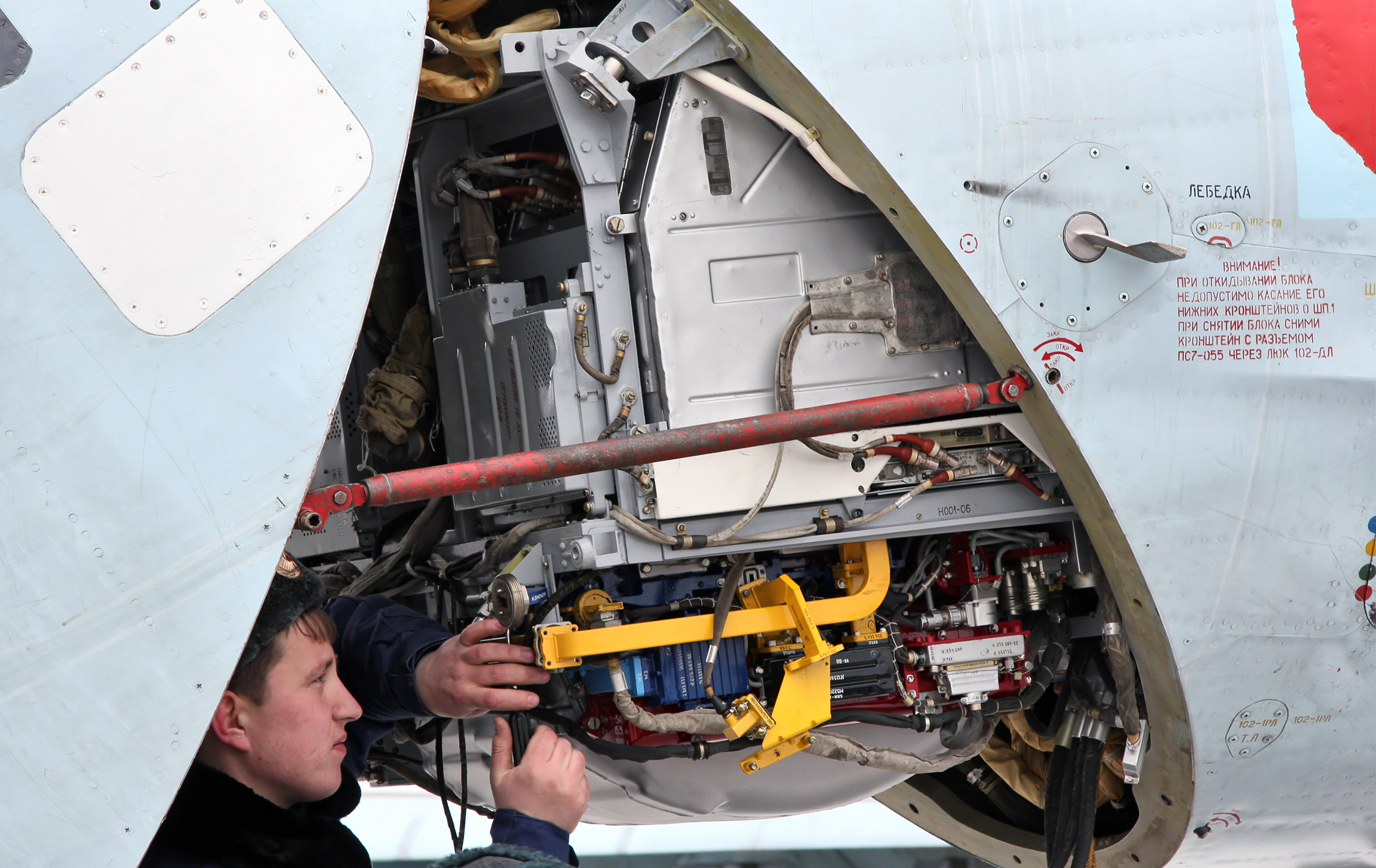
Работы с РЛС Су-27
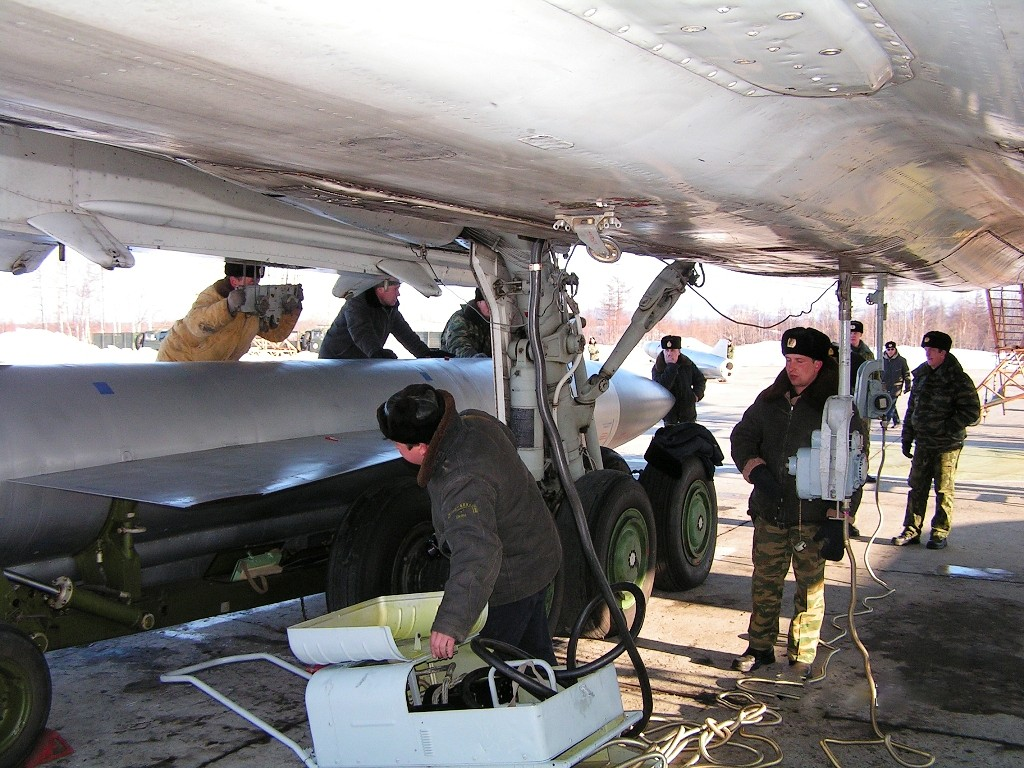
Подвеска ракеты Х-22
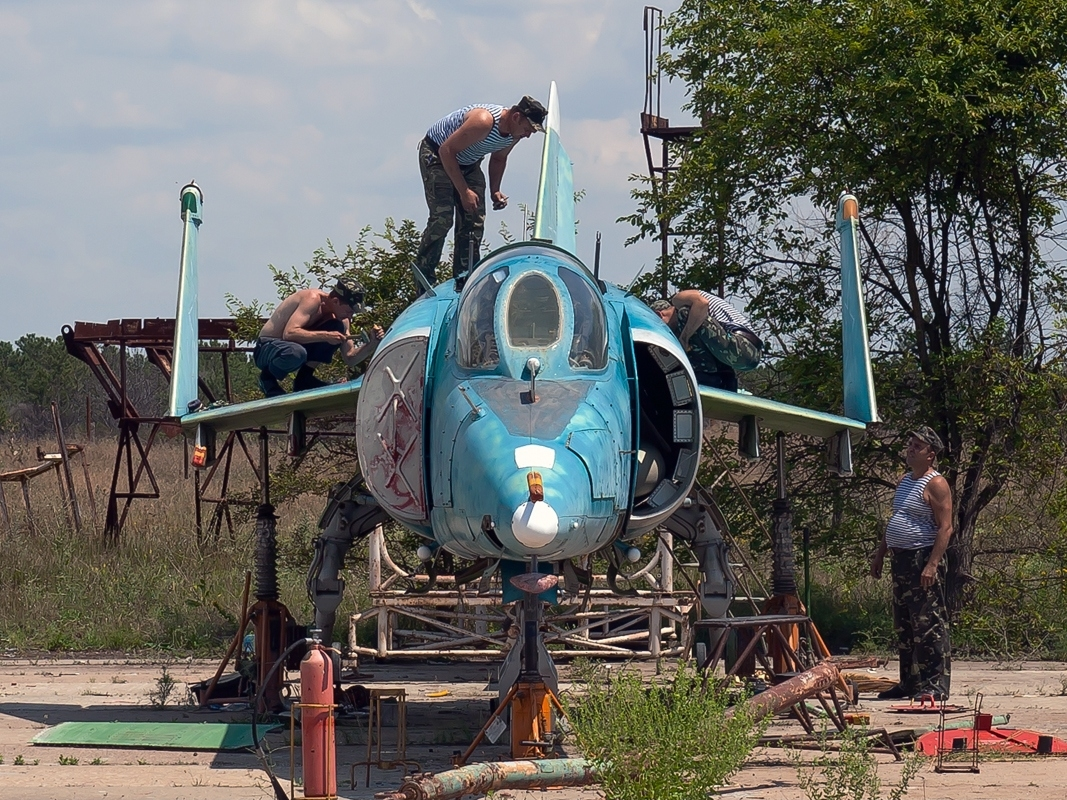
Обслуживание СВВП Як-38, Евпатория. Украина, 2010 год.
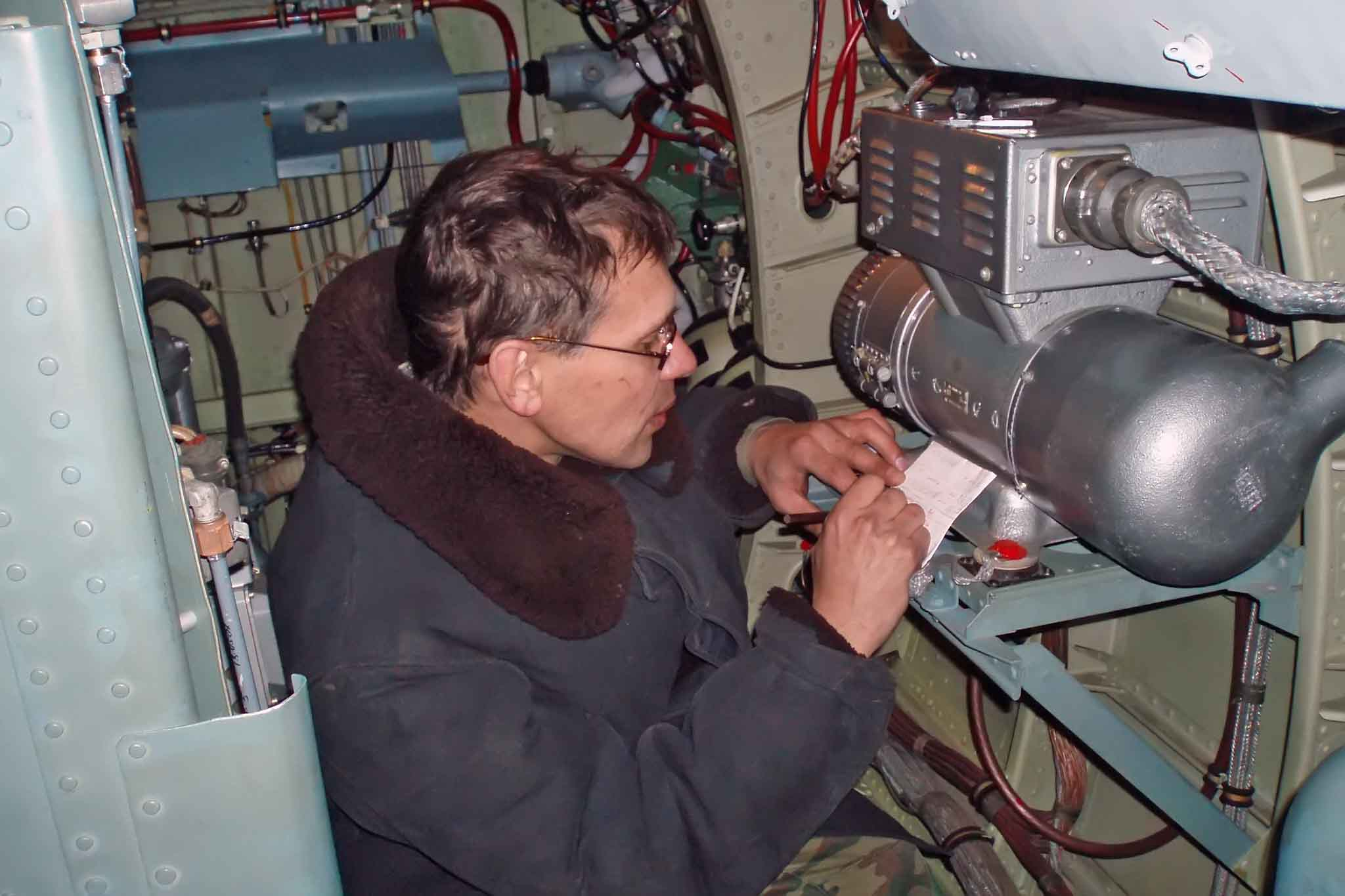
Обслуживание бортового электромашинного преобразователя
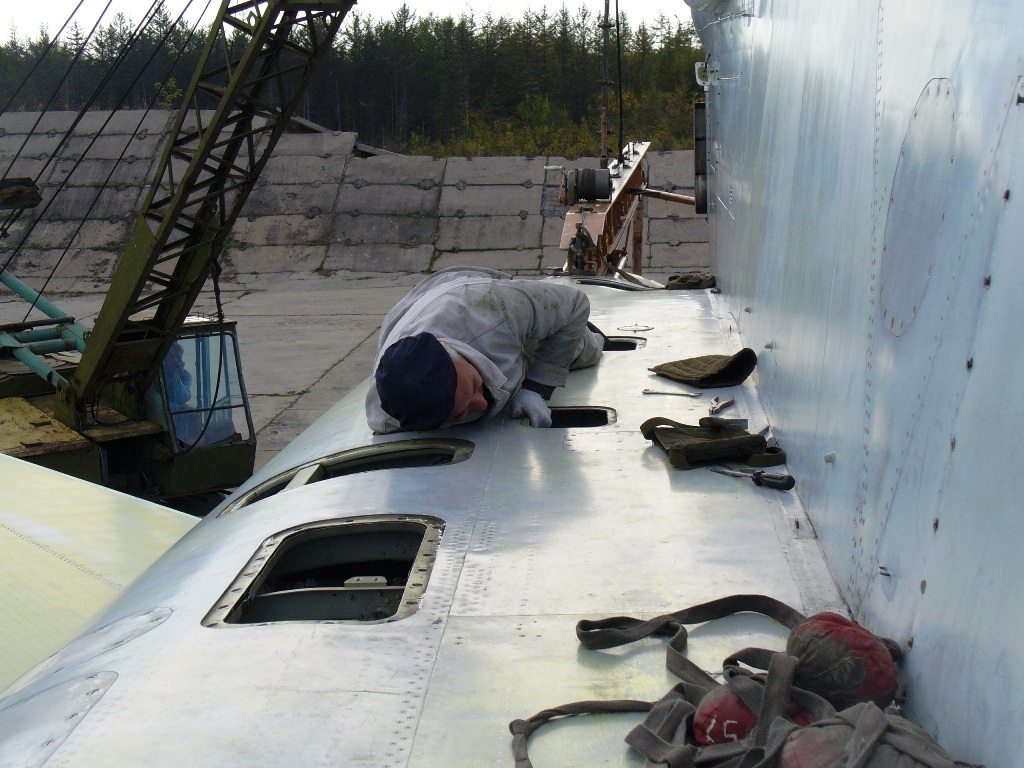
Монтаж двигателя НК-25

## Используемая литература
- Воздушный кодекс РФ
- Федеральные авиационные правила инженерно-авиационного обеспечения государственной авиации РФ